# Boys band
 (mars 2023).
Si vous disposez d'ouvrages ou d'articles de référence ou si vous connaissez des sites web de qualité traitant du thème abordé ici, merci de compléter l'article en donnant les références utiles à sa vérifiabilité et en les liant à la section « Notes et références ».
Pour les articles homonymes, voir Boys.

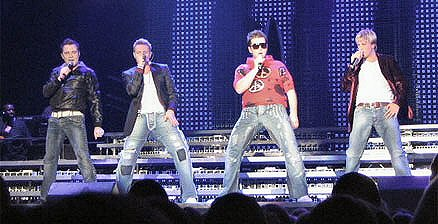
Westlife.

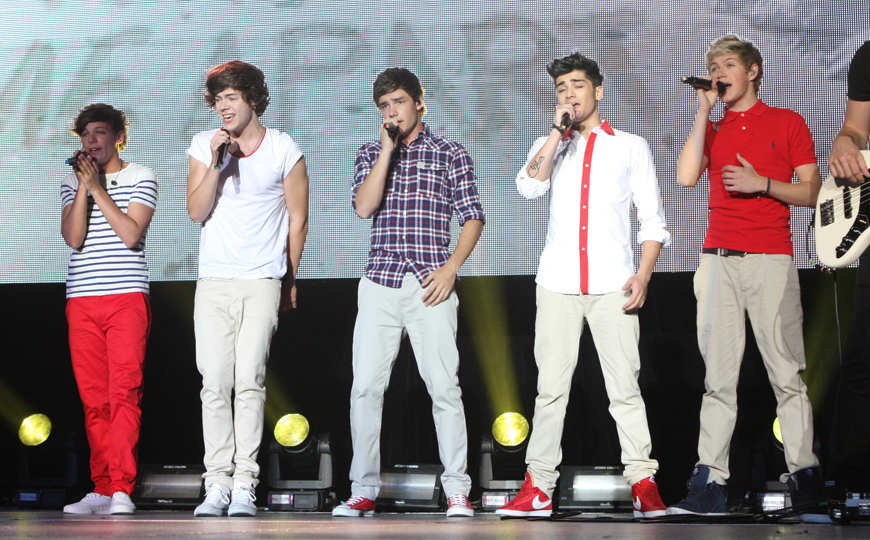
One Direction sur scène en 2012.

Un boys band (forme française grammaticalement incorrecte du terme anglais boy band), littéralement « groupe de garçons », est un groupe musical composé de jeunes gens au physique souvent avantageux. Nombreux dans les années 1990, il s'agit en général de groupes montés de toutes pièces par les producteurs, le plus souvent à des fins commerciales. Les membres ne prennent généralement pas – ou très peu – part au processus de composition et de création musicale des chansons. Ils sont en général seulement tenus de chanter et d'effectuer un certain nombre de chorégraphies préétablies. Les boy bands visent essentiellement un public jeune.

## Histoire
Des groupes de musique composés de garçons ont vu le jour depuis la Seconde Guerre mondiale comme les Monkees aux États-Unis dans les années 1960. Dans les années 1970, le groupe Jackson Five connaît un succès mondial.
La première vague de boy bands à proprement parler date de la fin des années 1980 avec principalement les groupes New Edition, Bros, Big Fun, New Kids on the Block ou The Pasadenas (en). Une deuxième vague de boy bands arrive dans la première moitié des années 1990 avec notamment East 17 et Take That. Puis à partir de 1996, de nombreux groupes s'illustrent comme Worlds Apart, 3T, Boyzone, MN8, Boyz II Men, Backstreet Boys, *NSYNC.

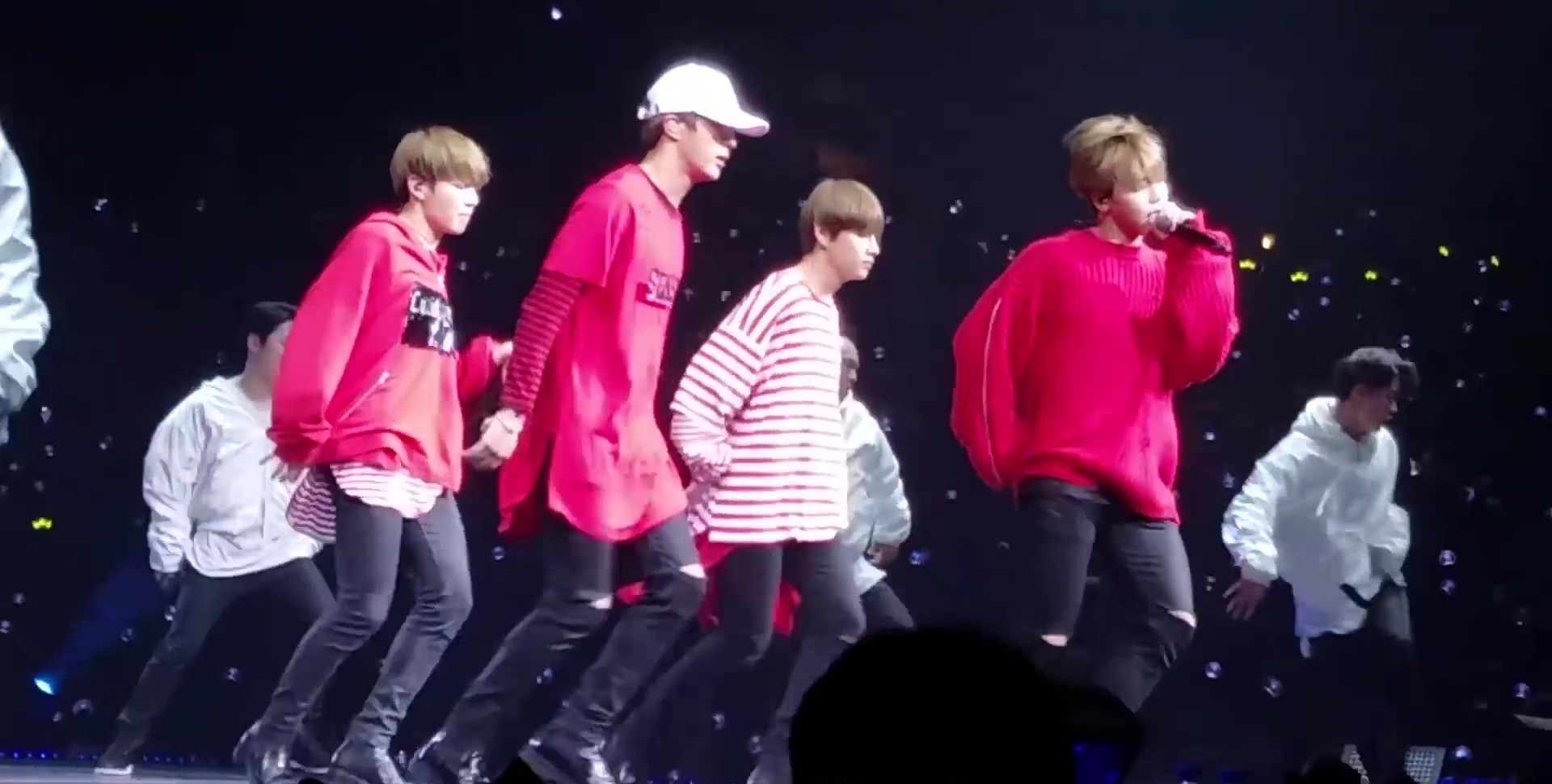
BTS sur scène en 2017.

Dans les années 2000, de moins en moins de nouveaux boy bands apparaissent dans l'industrie musicale et les anciens disparaissent lentement. Cependant, les groupes historiques tels que Backstreet Boys, New Kids on the Block,Westlife, Boyz II Men, Boyzone et Take That sont toujours en activité.
Grâce au succès grandissant de la K-pop et J-pop dans les années 2010 et 2020, les boy bands sud-coréens et japonais connaissent un succès régional et mondial, tels que B.A.P, Super Junior, SHINee, TVXQ, EXO, BIGBANG, U-Kiss, 2PM, 2AM, Beast, BTS, GOT7, Arashi et NEWS. Cette apothéose du genre se concrétise avec une nomination aux Grammy Awards pour BTS avec Dynamite en 2020, lors de la 63ème édition. Cette nomination en fait la première chanson du genre nommée. 
Depuis les années 2010, de nouveaux groupes très en vogue font de nouveaux adeptes du genre tels que One Direction, The Wanted, CD9 et Big Time Rush.
Le phénomène des boy bands est aussi connu pour les destins parfois tragiques qu'ont rencontré certains de leurs protagonistes. En effet, après quelques années de gloire, ce phénomène s'est vite achevé et beaucoup de ceux qui avaient goûté à un succès — finalement éphémère — sont rapidement tombés dans l'oubli ou n'ont plus retrouvé par la suite de carrières aussi glorieuses. Plusieurs membres de groupes célèbres sont ainsi décédés prématurément alors qu'ils n'avaient que la trentaine, tels Filip Nikolic (2Be3), Stephen Gately (Boyzone) ou encore Quentin Elias (Alliage) puis avec les années récentes Tom Parker (The Wanted) ou Liam Payne (One Direction)

## Les boy bands en France
Le terme boy band prend une ampleur à partir de 1996 lors de la naissance et de la promotion de plusieurs groupes dont les plus populaires furent G-Squad, Alliage et Poetic Lover. Les caractéristiques demeurent les mêmes, notamment vis-à-vis de la plastique avantageuse mise en avant par les vêtements moulants et ouverts des chanteurs dévoilant leur musculature, les chorégraphies et les paroles simples évoquant essentiellement l'amour ou des valeurs positives comme l'amitié, ainsi qu'une médiatisation élevée, dédié essentiellement à la vente de disques et de merchandising à un public essentiellement féminin et jeune (adolescent ou jeune adulte). Le 27 septembre 1996, le terme « boy band » apparaît pour la première fois dans la presse nationale française dans un article du quotidien Le Parisien signé du reporter et critique musical Yves Berton présentant le phénomène via 2Be3 et G-Squad. D'abord neutre, le terme devient rapidement péjoratif et évoque immédiatement le côté commercial qui prime sur la qualité de la musique et son caractère éphémère.
Contrairement à certaines idées reçues, le groupe 2Be3 n'est pas à proprement parler un boy band, puisque ces amis d'enfance sont un groupe qui n'a pas été formé par un producteur.
Le déclin arrive rapidement en 2000 puisqu'on n'entend plus le terme, alors que les différents groupes les plus représentatifs sont dissous, bien que d'autres initiatives apparaissent, dont Linkup par le biais de l'émission Popstars.

### Parodies
Plusieurs groupes d'humoristes ont parodié les boy bands dont Nous Ç Nous et Charly et Lulu sous couvert du groupe Top Boys. Ces parodies amplifient, parfois par ironie, les caractéristiques commerciales des boy bands, dont la qualité de leur musique, les paroles (Nous C Nous : « Nous Ç Nous, toi c'est toi et moi c'est moi » ou Le feu ça brûle : « Le feu ça brûle et l'eau ça mouille ») et les chorégraphies.
Paradoxalement, le duo de Charly et Lulu présentait à la même époque des émissions qui faisaient la promotion des boy bands tels que le Hit machine et ont presque annoncé la mort des boy bands en France avec le titre Tous nos amis dans lequel le duo énumère ironiquement les qualités des groupes et les différents artistes qui seront sur le déclin.
Dans une autre mesure, les Minikeums ont également parodié en faisant le morceau Ma Mélissa uniquement avec les personnages masculins, toujours sur le thème de l'amour.
Sur d'autres styles, Akhenaton fait également référence aux boy bands dans un des couplets et dans le clip J'ai pas de face ; Noir Désir exécute une chorégraphie de boy bands dans le clip de L'Homme pressé qui évoque le capitalisme et la commercialisation à outrance.